# Pandora (måne)
 For alternative betydninger, se Pandora (flertydig). (Se også artikler, som begynder med Pandora)
Pandora er en af planeten Saturns måner: Den blev opdaget i oktober 1980 ved hjælp af billeder fra rumsonden Voyager 1, og fik lige efter opdagelsen den midlertidige betegnelse 1980 S 26. I 1985 besluttede den Internationale Astronomiske Union at opkalde denne måne efter urkvinden Pandora fra den græske mytologi, og der ud over kendes månen også under betegnelsen Saturn XVII (XVII er romertallet for 17).
Pandora er den yderste hyrdemåne for F-ringen i Saturns system af planetringe. Den har flere kratre end den nærliggende måne Prometheus, herunder mindst to kratre med en diameter på 30 kilometer. Til gengæld er der ingen lineære højderygge eller dale.
Ud fra den meget lave massefylde og relativt høje albedo gætter man på at Pandora består af en meget porøs form for is, men disse data er behæftet med stor usikkerhed, så denne teori venter på en endegyldig bekræftelse.
Saturn-månen Pandora må ikke forveksles med småplaneten 55 Pandora.